# Carpoglyphidae
Famille
Les Carpoglyphidae sont une des nombreuses familles d'acariens.